# Debbie Meyer

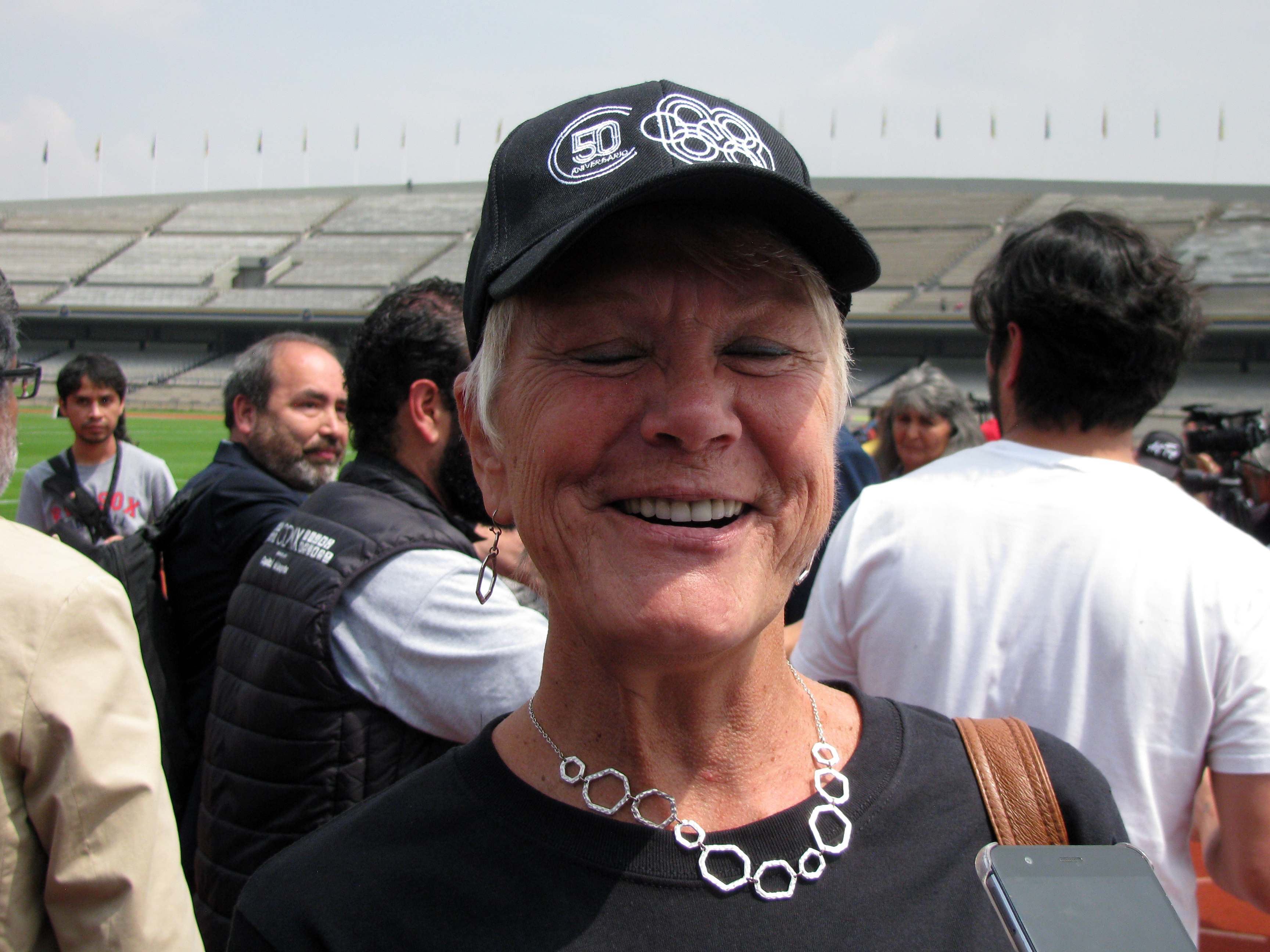
Debbie Meyer 2018

Deborah „Debbie“ Elizabeth Meyer (* 14. August 1952 in Annapolis, Maryland) ist eine ehemalige US-amerikanische Schwimmerin.
Bei den Olympischen Spielen 1968 in Mexiko-Stadt wurde sie als erste Frau Olympiasiegerin über drei Einzelstrecken bei den gleichen Olympischen Spielen. Sie gewann Gold über 200, 400 und 800 m Freistil, jeweils mit olympischem Rekord. 1969 wurde sie mit der Sportler des Jahres-Auszeichnung von Associated Press geehrt.
Im Jahr 1972 beendete sie ihre Karriere und eröffnete eine Schwimmschule. In ihrer Laufbahn stellte sie 20 Weltrekorde auf. Im Jahr 1977 wurde sie in die Ruhmeshalle des internationalen Schwimmsports aufgenommen.